# エステバン・ゴメス

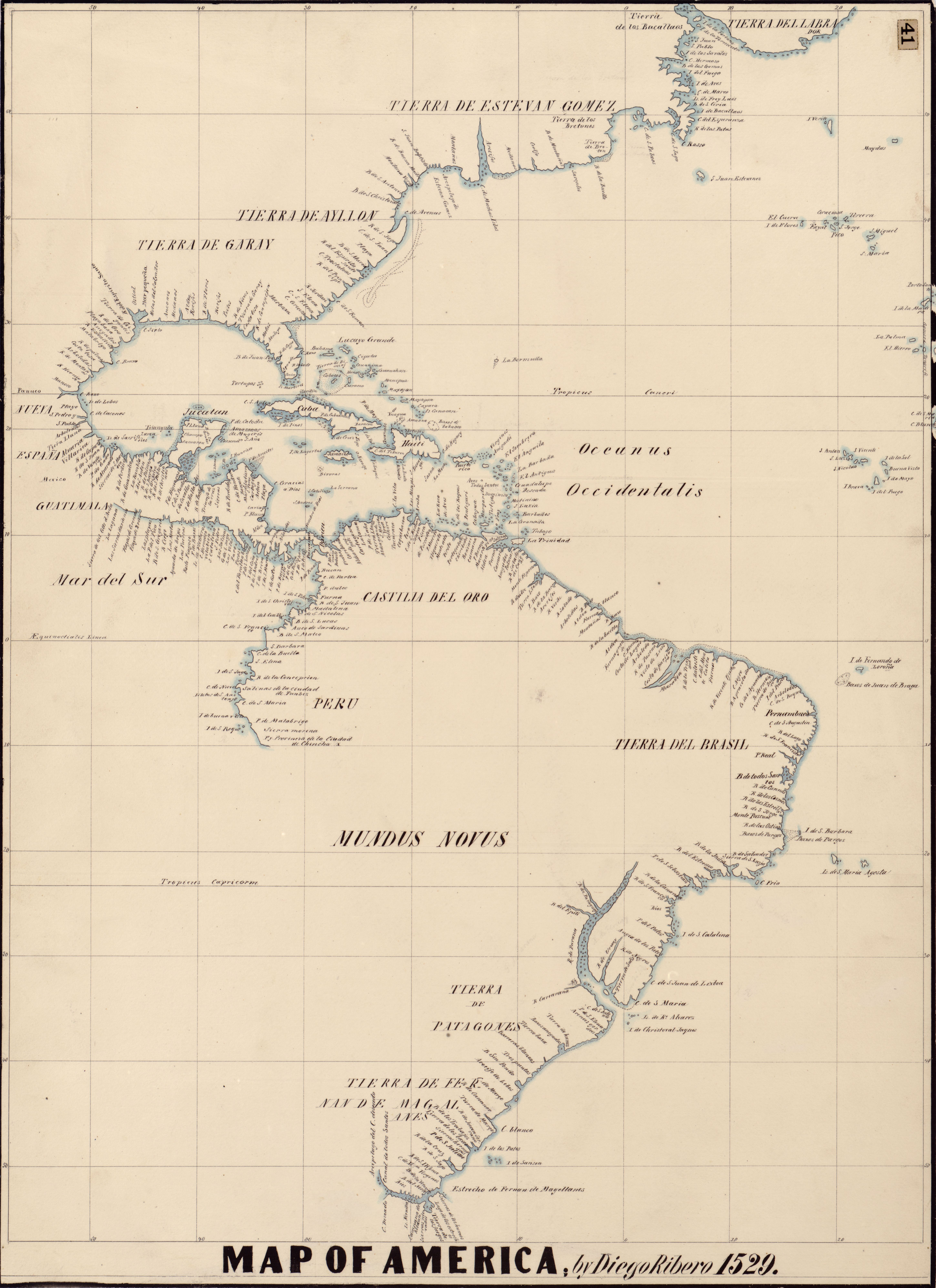

エステバン・ゴメス（ポルトガル語: Estêvão Gomes、スペイン語: Esteban Gómez、1483年 - 1538年）は、スペイン王に仕えたポルトガル人の地図製作家、探検家である。スペイン語での名はEstevanとも表記される。

## 人物
エルナンド・デ・マガリャネス（フェルディナンド・マゼラン）の船団で5隻の遠征船団のうちの一隻、エル・サン・アントニオ号において船長を務めた。マガリャネスの船団から脱走すると、喜望峰に旅する中で「サン・アントン諸島」と名づけたマルビナス諸島に到達した。1520年に一度到着した地についてはその地を地理学的にはっきりと記述した。
後に、エステバン・ゴメスはカルロス1世によって、いわゆるパソ・デル・ノロエステを探検する使命を受けた。ラ・コルーニャの彼の船団は1524年に出航し、ニューファンドランド島（テラノバ）とノバスコシア（ヌエバ・エスコシア）を訪れたが、何の進歩もなかった。帰還後、彼はフロリダからラブラドールまでの北アメリカ沿岸を描いた地図のうちの最初の一つを描いた。